# Sueno III da Dinamarca
Sueno III Grade (em dinamarquês:  Svend III Grathe) (c. 1125 — 1157) foi rei da Dinamarca entre 1147 e 1157. Foi co-regente com o rei Canuto V da Dinamarca, de 1152 até 1154, e novamente em 1157.
Era filho ilegítimo de Érico II Emune e uma amante. Com a abdicação de Érico III em 1146, Sueno foi eleito rei em Zelândia, mas no ano seguinte teve que lutar novamente com seu rival, Canuto V, que governava a Jutlândia. Um imperador germânico interveio e fez Sueno como "primeiro rei" e Canuto como co-regente. Mas a posição de Sueno não estava totalmente garantida. Em 1154, ele foi vencido por uma aliança entre Canuto V e Valdemar I da Dinamarca. Após alguns anos de exílio, Sueno, com ajuda militar alemã, conseguiu voltar à Dinamarca, nomeando-se a si mesmo governante da Escânia.
Em um banquete, chamado "Banquete do Sangue", em Roskilde, em 1157, ele tentou pôr seus dois co-regente fora de seu caminho. Canuto foi assassinado, e Valdemar fugiu para a Jutlândia. Em 23 de outubro Sueno foi vencido em Grathe Heath (daí seu sobrenome) e foi morto durante a fuga.